# Gwen Cresens
Gwen Cresens (Antwerpen, 1975) is een Belgische accordeonist, bandoneonist, arrangeur en componist. 
Hij studeerde klassieke accordeon aan het Koninklijk Conservatorium Antwerpen. Sinds 1993 werkt Cresens met klassieke orkesten (Filharmonisch Orkest van Vlaanderen, Brussels Philharmonic, Rotterdams Philharmonisch Orkest), theatergezelschappen (les Ballets C de la B, Braakland/ZheBilding e.a.) en vele muzikale artiesten (Wannes Van de Velde, Guido Belcanto, Raymond van het Groenewoud, Patrick Riguelle, Tom Barman, Arno, Kommil Foo, Roland Van Campenhout, Jo Lemaire, Ozark Henry, Bart Peeters, Rocco Granata, Fernando Lameirinhas, Boudewijn de Groot, Axelle Red, Adamo, Luciano Pavarotti, Taraf de Haïdouks, Vaya Con Dios, Elisa Waut e.a.).
Hij richtte ook zijn eigen muziekgroep Orquesta Tanguedia op.
Cresens werkte aan de soundtracks van verschillende tv-reeksen en films: Terug naar Oosterdonk, De Smaak van De Keyser, Het varken van Madonna, Suske en Wiske: De duistere diamant, Van vlees en bloed, Oud België en Firmin.